# The Hall of the Olden Dreams
The Hall of the Olden Dreams är det spanska power metal-bandet Dark Moors andra studioalbum, utgivet i december 2000 på Arise Records och i Japan på Soundholic i januari 2001.

## Låtlista
1. "The Ceremony" (instrumental) – 1:31
2. "Somewhere in Dreams" – 4:51
3. "Maid of Orleans" – 5:04
4. "Bells of Notre Dame" – 4:48
5. "Silver Lake" – 5:17
6. "Mortal Sin" – 5:38
7. "The Sound of the Blade" – 4:00
8. "Beyond the Fire" – 6:12
9. "Quest for the Eternal Fame" – 6:49
10. "Hand in Hand" – 4:38

Bonusspår på den japanska utgåvan
1. "The Fall of Melnibone" – 10:31

## Medverkande
Musiker
- Elisa C. Martín – sång
- Enrik Garcia – gitarr, bakgrundssång
- Albert Maroto – gitarr, bakgrundssång
- Anan Kaddouri – basgitarr
- Roberto Peña de Camús – keyboard
- Jorge Sáez – trummor

Bidragande musiker
- Valerio Viliani – bakgrundssång

Produktion
- Luigi Stefanini – producent, inspelningstekniker
- Andreas Marschall – omslagskonst
- Carlos – design, layout
- Lorena C. – logotyp
- Alfonso "El Abuelo" Grau – foto